# Pangio oblonga
Pangio oblonga es una especie de pez de la familia Cobitidae en el orden de los Cypriniformes.

## Morfología
• Los machos pueden llegar alcanzar los 8 cm de longitud total.

## Alimentación
Come invertebrados  bentónicos.

## Hábitat
Vive en zonas de clima tropical entre 23 °C - 25 °C de temperatura.

## Distribución geográfica
Se encuentra en el Vietnam, Laos, Camboya, Tailandia, Malasia, Indonesia, la India, Birmania  y Bangladés.